# Simon von Winterstein
Simon Winterstein, ab 1869 Ritter von Winterstein, ab 1874 Freiherr von Winterstein (* 16. Dezember 1819 in Prag; † 10. Juni 1883 in Vöslau) war ein österreichischer Unternehmer, Eisenbahn- und Bankdirektor sowie liberaler Politiker. Er war von 1861 bis 1869 Abgeordneter zum Reichsrat und danach auf Lebenszeit Mitglied des Herrenhauses.
Der Sohn eines jüdischen Goldschmieds besuchte bis 1835 das Akademische Gymnasium in seiner Geburtsstadt Prag und ließ sich danach in einem Handelshaus zum Kaufmann ausbilden. Anfang der 1840er-Jahre übersiedelte er nach Wien, wo er zunächst im Großhandel von Adolf von Wertheimstein arbeitete, bevor er ab 1851 als Gesellschafter die von Ludwig Weindlmayer begründete Kommissions- und Speditionsfirma Weindlmayer & Winterstein führte. Ab 1862 war er einer der Direktoren und 1882–83 Präsident der Kaiser-Ferdinands-Nordbahn. Von 1865 bis 1869 war Winterstein Präsident der Handels- und Gewerbekammer Wien. Von 1874 bis 1883 war er Vizepräsident des Creditanstalt-Bankvereins. Daneben war er zeitweise Vorstandsmitglied der Wiener Israelitischen Kultusgemeinde.

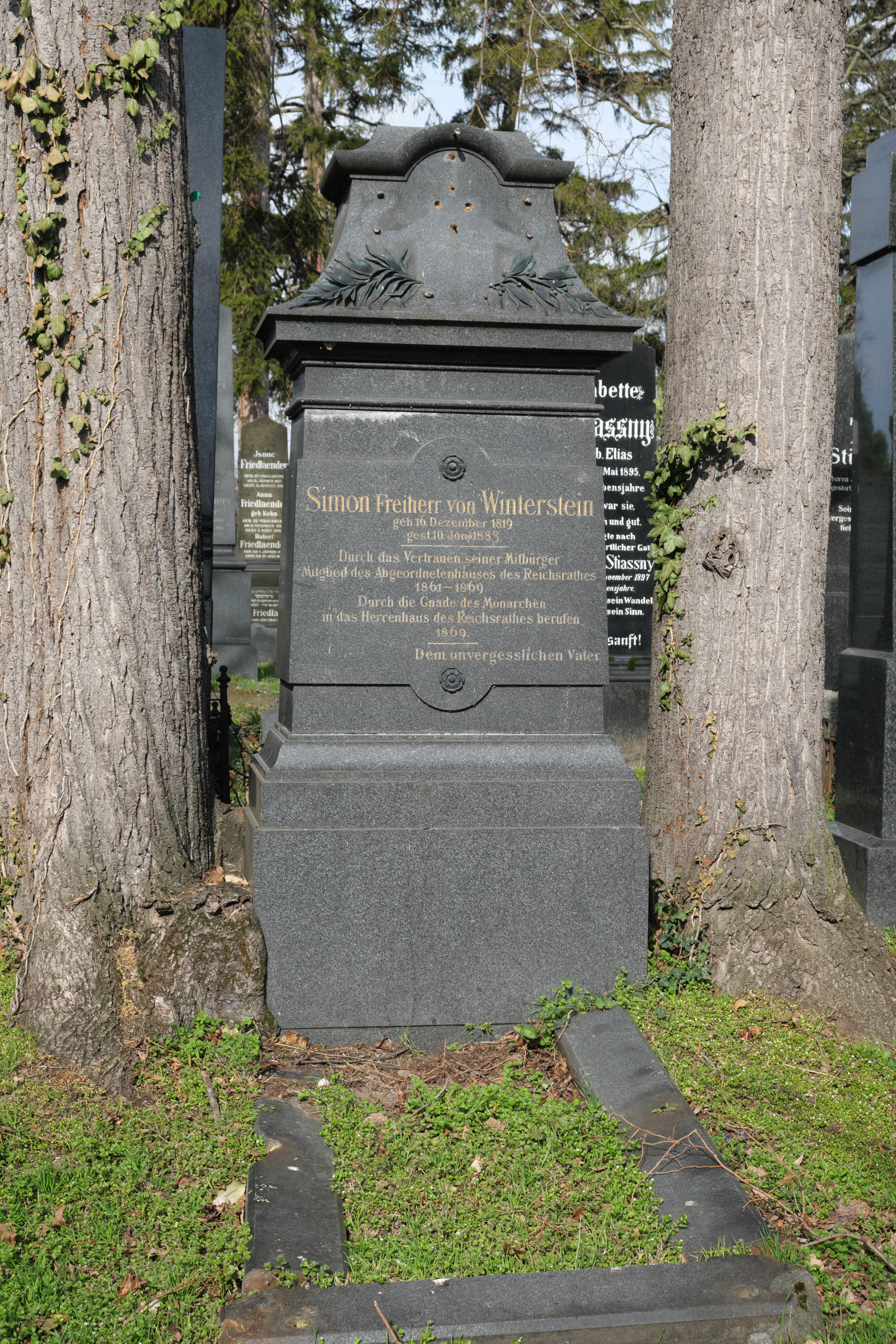
Grabstein für Simon von Winterstein auf dem Wiener Zentralfriedhof

Von 1861 bis 1870 gehörte Winterstein dem niederösterreichischen Landtag an (das Kronland Österreich unter der Enns umfasste damals auch Wien). Als Vertreter der Handels- und Gewerbekammer Wien wurde er 1861 in das damals noch indirekt, nach „Kurien“ gewählte Abgeordnetenhaus des Reichsrates entsandt, dem er bis 1869 gehörte. Er saß dort zunächst im von Carl Giskra geführten liberalen Parlamentsklub der „Großösterreichischen Partei“, der sich 1863 dem „Klub der Linken“ anschloss. Ab 1864 gehörte er zur „Liberalen Linken“, ab 1867 zum „Herbst-Kaiserfeld’schen Klub“, der im Oktober desselben Jahres wiederum im Klub der Linken aufging. Mit dem 20. Januar 1869 berief Kaiser Franz Joseph I. Winterstein auf Lebenszeit ins Herrenhaus des Reichsrates, wo er im Klub der „Verfassungspartei“ saß. Im selben Jahr wurde er in den Ritterstand erhoben und fünf Jahre später – nach der Verleihung des Kommandeurkreuzes des Leopoldordens – in den Freiherrenstand.
Winterstein war ledig, hatte aber aus einer außerehelichen Beziehung mit Eleonore Geiringer, der Ehefrau des Ölfabrikanten Moriz Geiringer, einen leiblichen Sohn, den er auch adoptierte: Friedrich Freiherr von (Geiringer-)Winterstein (1846–1923) wurde Sektionschef im Finanzministerium und Vizegouverneur der Österreichisch-ungarischen Zentralbank.
Er wurde auf dem alten jüdischen Teil des Wiener Zentralfriedhofs bestattet.